# Krętogłów afrykański
Krętogłów afrykański (Jynx ruficollis) – gatunek małego ptaka z rodziny dzięciołowatych (Picidae), podrodziny krętogłowów (Jynginae). Zasiedla wyspowo Afrykę na południe od Sahary. Nie jest zagrożony.

## Podgatunki i zasięg występowania
Wyróżnia się następujące podgatunki:	 
- J. r. pulchricollis Hartlaub, 1884 – Kamerun do Sudanu Południowego i północno-zachodniej Ugandy
- J. r. aequatorialis Rüppell, 1842 – Etiopia
- J. r. ruficollis Wagler, 1830 – Gabon i Angola do Sudanu Południowego i wschodniej Ugandy oraz wschodnia RPA

Proponowany podgatunek thorbeckei (opisany z Kamerunu) został zsynonimizowany z pulchricollis, a pectoralis (północna Angola) i cosensi (Kenia, Tanzania) uznano za synonimy podgatunku nominatywnego.
Całkowity zasięg występowania szacowany jest na 1 610 000 km². Zasiedla zadrzewione sawanny lub inne obszary trawiaste, zadrzewione wąwozy, plantacje, ogrody na terenach wiejskich, a także skraje lasów. Spotykany na wysokości 600–3000 m n.p.m.

## Morfologia
Długość ciała wynosi 19 cm, zaś masa ciała 52–59 g dla samców i 46–52 g dla samic. Skrzydło mierzy 85–101 mm; wymiary okazu stanowiącego holotyp nieuznawanego już podgatunku cosensi: skrzydło 97 mm, dziób 19 mm, skok 21 mm, a ogon 73 mm.
Dziób szary, u nasady żółty. Wierzch głowy brązowoszary, policzki w czarno-białe prążki. Gardło i pierś rudobrązowe. Wierzch ciała szary. Pokrywy skrzydłowe pokryte szaro-czarnym wzorem, lotki rudawe. Sterówki szare w nierówne czarne pasy. Pióra na brzuchu białe, czarne na stosinie i w okolicy, nogawice i pokrywy podogonowe jasnopomarańczowe, ciemne na stosinie i w okolicy. Nogi szare.

## Pożywienie
Pożywienie stanowią mrówki, ich larwy i poczwarki. Wśród zjadanych gatunków odnotowano Pheidole megacephala, Crematogaster castanea, Lepisiota capensis, Acantholepis capensis i Tetramorium setulferum. Zjada także termity.

## Lęgi
Gniazduje w dziuplach wykutych przez inne ptaki, takie jak wąsal obrożny (Lybius torquatus) i brodal czubaty (Trachyphonus vaillantii), oraz w naturalnych otworach w pniu i budkach lęgowych. Okres składania jaj przypada od września do lutego, najczęściej w październiku. W lęgu 3–4 jaja, niekiedy do sześciu. Inkubacja trwa 13–15 dni, wysiadują oba ptaki z pary. Młode karmione są mrówkami, larwami i poczwarkami. Są w pełni opierzone po 25–26 dniach od wyklucia.

## Status
IUCN uznaje krętogłowa afrykańskiego za gatunek najmniejszej troski (LC, Least Concern) nieprzerwanie od 1988 roku. Liczebność światowej populacji nie została oszacowana; gatunek ten jest rozmieszczony nierównomiernie, lokalnie może być pospolity. BirdLife International uznaje globalny trend liczebności populacji za wzrostowy. W RPA liczebność krętogłowa afrykańskiego rośnie, gdyż introdukcja obcych gatunków drzew na obszary trawiaste zwiększyła powierzchnię dogodnych dla tego ptaka siedlisk.